# 아퀸쿰

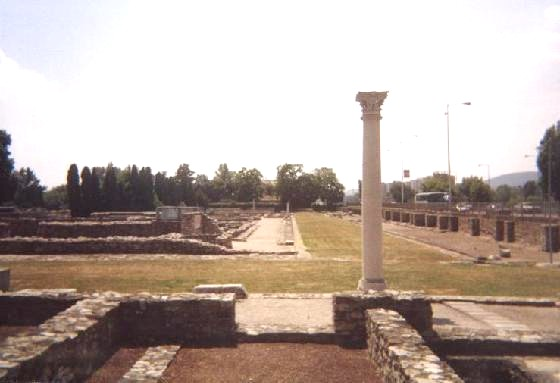
아쿠인쿰 유적

아쿠인쿰(Aquincum)은 로마 제국 판노니아 속주 북동쪽 끝에 위치해 있던 고대 도시이며, 오늘날에는 헝가리 수도 부다페스트이다.